# Geloux
Geloux (gaskonsko Gelós) je naselje in občina v francoskem departmaju Landes regije Akvitanije. Naselje je leta 2009 imelo 724 prebivalcev.

## Geografija
Kraj leži v pokrajini Gaskonji ob reki Geloux, 16 km severozahodno od središča Mont-de-Marsana.

## Uprava
Občina Geloux skupaj s sosednjimi občinami Bostens, Campet-et-Lamolère, Gaillères, Lucbardez-et-Bargues, Mont-de-Marsan, Saint-Avit, Saint-Martin-d'Oney in Uchacq-et-Parentis sestavlja kanton Mont-de-Marsan Sever s sedežem v Mont-de-Marsanu. Kanton je sestavni del okrožja Mont-de-Marsan.

## Zanimivosti
- romanska cerkev sv. Medarda iz 11. stoletja, francoski zgodovinski spomenik od leta 1968;

## Pobratena mesta
- Luesia (Aragonija, Španija);